# Tomonobu Hiroi
Tomonobu Hiroi (jap. 廣井 友信, Hiroi Tomobu; * 11. Januar 1985 in Hino, Präfektur Tokio) ist ein japanischer Fußballspieler.

## Karriere
Tomonobu Hiroi erlernte das Fußballspielen in der Schulmannschaft der Maebashi Ikuei High School sowie in der Universitätsmannschaft der Komazawa-Universität. Seinen ersten Profivertrag unterschrieb er 2007 bei Shimizu S-Pulse. Der Verein aus Shimizu spielte in der höchsten Liga des Landes, der J1 League. Von August 2009 bis Januar 2010 wurde er an den Zweitligisten Tokyo Verdy ausgeliehen. Die Saison 2011 und 2012 spielte er ebenfalls auf Leihbasis bei Roasso Kumamoto in der zweiten Liga, der J2 League. Nach Vertragsende bei S-Pulse unterschrieb er 2015 einen Vertrag beim Zweitligaaufsteiger Zweigen Kanazawa in Kanazawa. Bis heute steht er bei Kanazawa unter Vertrag und absolvierte 106 Zweitligaspiele.